# Krasne (Raión de Berezivka)
Krasne  (ucraniano: Красне) es una localidad del Raión de Berezivka en el Óblast de Odesa de Ucrania. Según el censo de 2001, tiene una población de 38 habitantes.